# Landhaus Anna Weise
Das Landhaus Anna Weise liegt in der Straße Am Goldenen Wagen 14 im Stadtteil Oberlößnitz der sächsischen Stadt Radebeul. Das Landhaus wurde 1912/13 für Anna Weise durch den Radebeuler Architekten Ferdinand Severitt errichtet. Der Anbau auf der Rückseite entstand 1921 durch den Architekten Hermann Menschner.

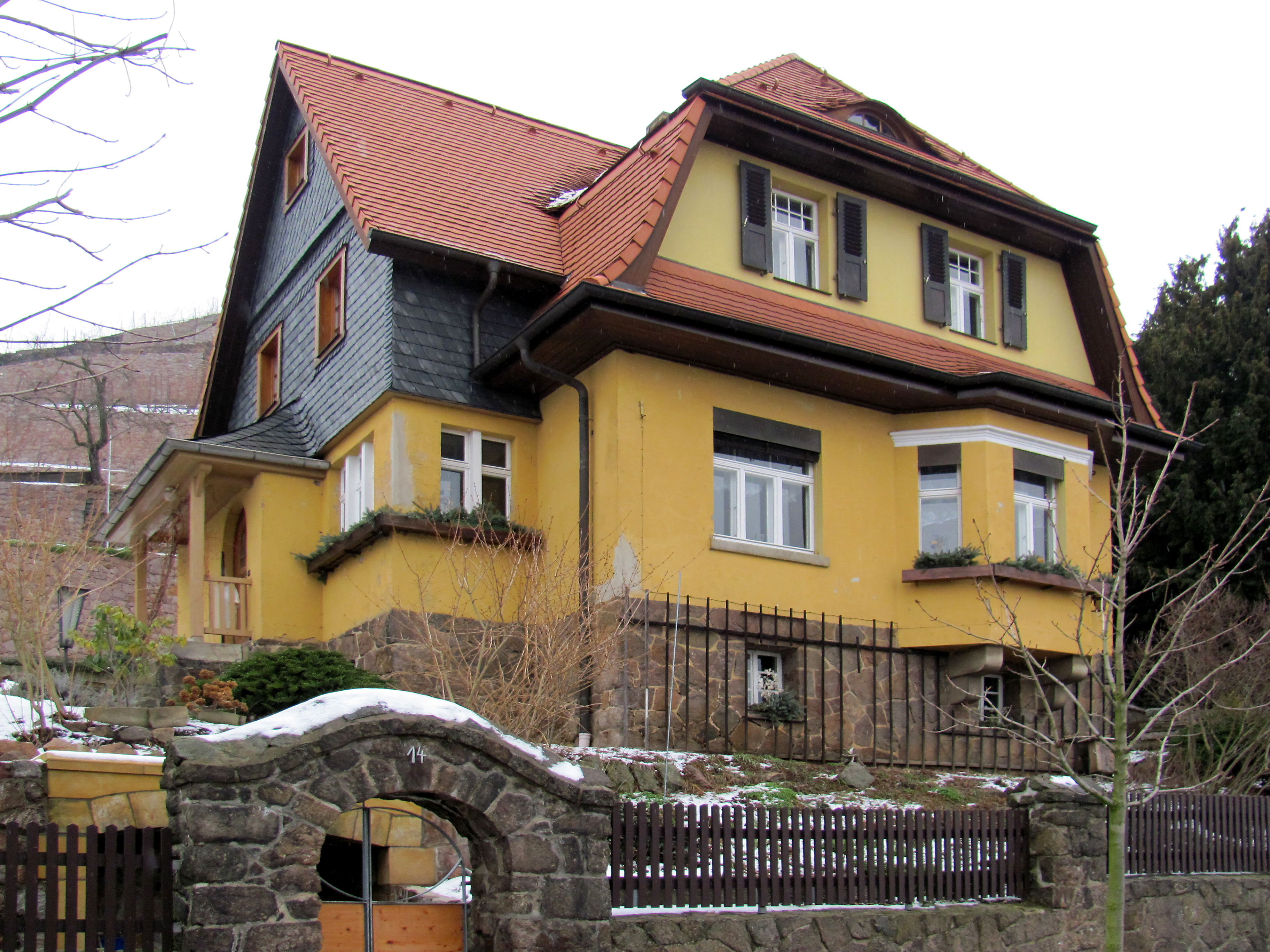
Landhaus Anna Weise

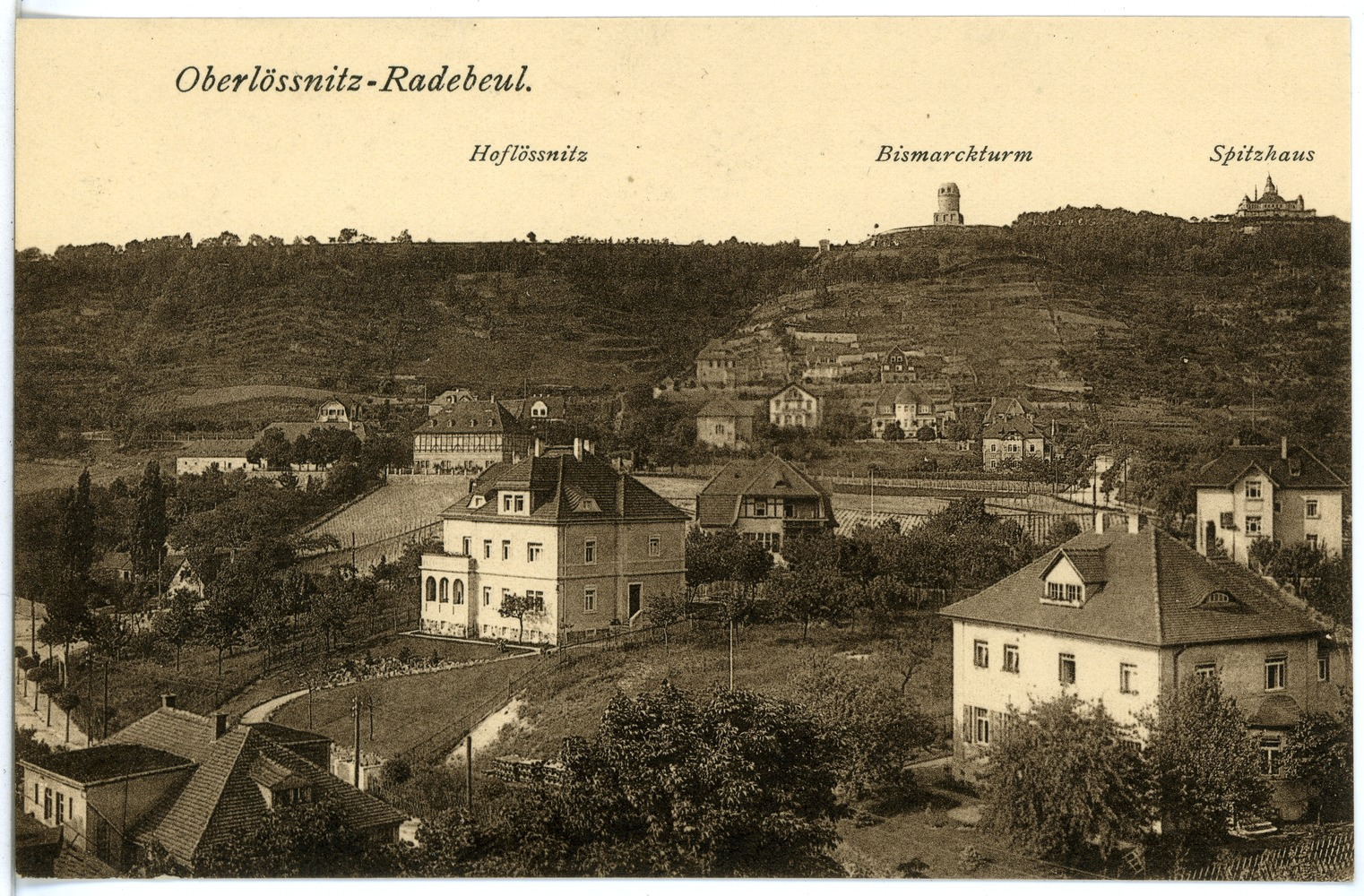
Am Goldenen Wagen 14 im Umfeld der Villenbebauung unterhalb des Bismarckturms (1914)

## Beschreibung
Das mitsamt Einfriedung und Pforte unter Denkmalschutz stehende Wohnhaus liegt am Fuß eines Weinbergs unterhalb des Bismarckturms, zwei Grundstücke östlich der Spitzhaustreppe inmitten des Denkmalschutzgebiets Historische Weinberglandschaft Radebeul.
Das „malerische[…] villenartige[…] Landhaus“ steht oberhalb einer das Gelände zur Straße hin abfangenden Bruchsteinmauer aus dem ortstypischen, Syenit genannten, Bruchstein mit einem rundbogig überdachten Gartentor.
In der Talansicht steht der eingeschossige Putzbau in Reformstil-Architektur auf einem Souterraingeschoss, das als Bruchsteinsockel ausgebildet ist. Darüber erhebt sich das Erdgeschoss, dann kommt das ziegelgedeckte Dach, das wie ein Vollgeschoss aufgebaut ist.
In der Straßenansicht stellt sich das ziegelgedeckte Dach als Schmalseite eines Mansarddachs mit einem Halbwalm dar, der durch eine Fledermausgaube belichtet wird. In der Wand des Erdgeschosses findet sich ein polygonaler Erker.
In der linken Seitenansicht steht nach hinten gerückt ein Seitenrisalit mit einem bis zum Dachfirst reichenden, als Satteldach ausgebildeten Dreiecksgiebel. Obergeschoss und Giebel des Risalits sind schieferverkleidet. Vor dem Risalit steht ein Eingangsvorbau.